# Suze-la-Rousse
Suze-la-Rousse est une commune française située dans le département de la Drôme, en région Auvergne-Rhône-Alpes.

## Géographie

### Localisation
Suze-la-Rousse est située à 10 km au sud-est de Saint-Paul-Trois-Châteaux et à 23 km au nord d'Orange.

### Communes limitrophes
Les communes limitrophes sont La Baume-de-Transit, Bouchet, Rochegude, Saint-Restitut, Solérieux, Tulette, Bollène et Sainte-Cécile-les-Vignes.

### Hydrographie
La commune est arrosée par l'Hérin et le Lez. Elle dispose aussi de plusieurs canaux d'irrigation.

### Climat
Pour des articles plus généraux, voir Climat d'Auvergne-Rhône-Alpes et Climat de la Drôme.
En 2010, le climat de la commune est de type climat méditerranéen franc, selon une étude du Centre national de la recherche scientifique s'appuyant sur une série de données couvrant la période 1971-2000. En 2020, Météo-France publie une typologie des climats de la France métropolitaine dans laquelle la commune est exposée à un climat méditerranéen et est dans la région climatique  Provence, Languedoc-Roussillon, caractérisée par une pluviométrie faible en été, un très bon ensoleillement (2 600 h/an), un été chaud (21,5 °C), un air très sec en été, sec en toutes saisons, des vents forts (fréquence de 40 à 50 % de vents > 5 m/s) et peu de brouillards. 
Pour la période 1971-2000, la température annuelle moyenne est de 13,6 °C, avec une amplitude thermique annuelle de 18 °C. Le cumul annuel moyen de précipitations est de 791 mm, avec 6,2 jours de précipitations en janvier et 3,3 jours en juillet. Pour la période 1991-2020, la température moyenne annuelle observée à la station météorologique de Météo-France la plus proche, « Visan », dans la commune de Visan à 9 km à vol d'oiseau, est de 14,2 °C et le cumul annuel moyen de précipitations est de 772,7 mm,. Pour l'avenir, les paramètres climatiques de la commune estimés pour 2050 selon différents scénarios d'émission de gaz à effet de serre sont consultables sur un site dédié publié par Météo-France en novembre 2022.

### Voies de communication et transports
Suze-la-Rousse est accessible par la route départementale RD 94, entre Bollène et Tulette, ou la RD 59 depuis Saint-Restitut.

## Urbanisme

### Typologie
Au 1er janvier 2024, Suze-la-Rousse est catégorisée commune rurale à habitat dispersé, selon la nouvelle grille communale de densité à 7 niveaux définie par l'Insee en 2022.
Elle appartient à l'unité urbaine de Suze-la-Rousse, une unité urbaine monocommunale constituant une ville isolée,. La commune est en outre hors attraction des villes,.

### Occupation des sols
L'occupation des sols de la commune, telle qu'elle ressort de la base de données européenne d’occupation biophysique des sols Corine Land Cover (CLC), est marquée par l'importance des territoires agricoles (83,5 % en 2018), en diminution par rapport à 1990 (84,5 %). La répartition détaillée en 2018 est la suivante : 
cultures permanentes (64 %), zones agricoles hétérogènes (17 %), forêts (12,7 %), zones urbanisées (2,6 %), terres arables (2,5 %), zones humides intérieures (1,1 %). L'évolution de l’occupation des sols de la commune et de ses infrastructures peut être observée sur les différentes représentations cartographiques du territoire : la carte de Cassini (XVIIIe siècle), la carte d'état-major (1820-1866) et les cartes ou photos aériennes de l'IGN pour la période actuelle (1950 à aujourd'hui).

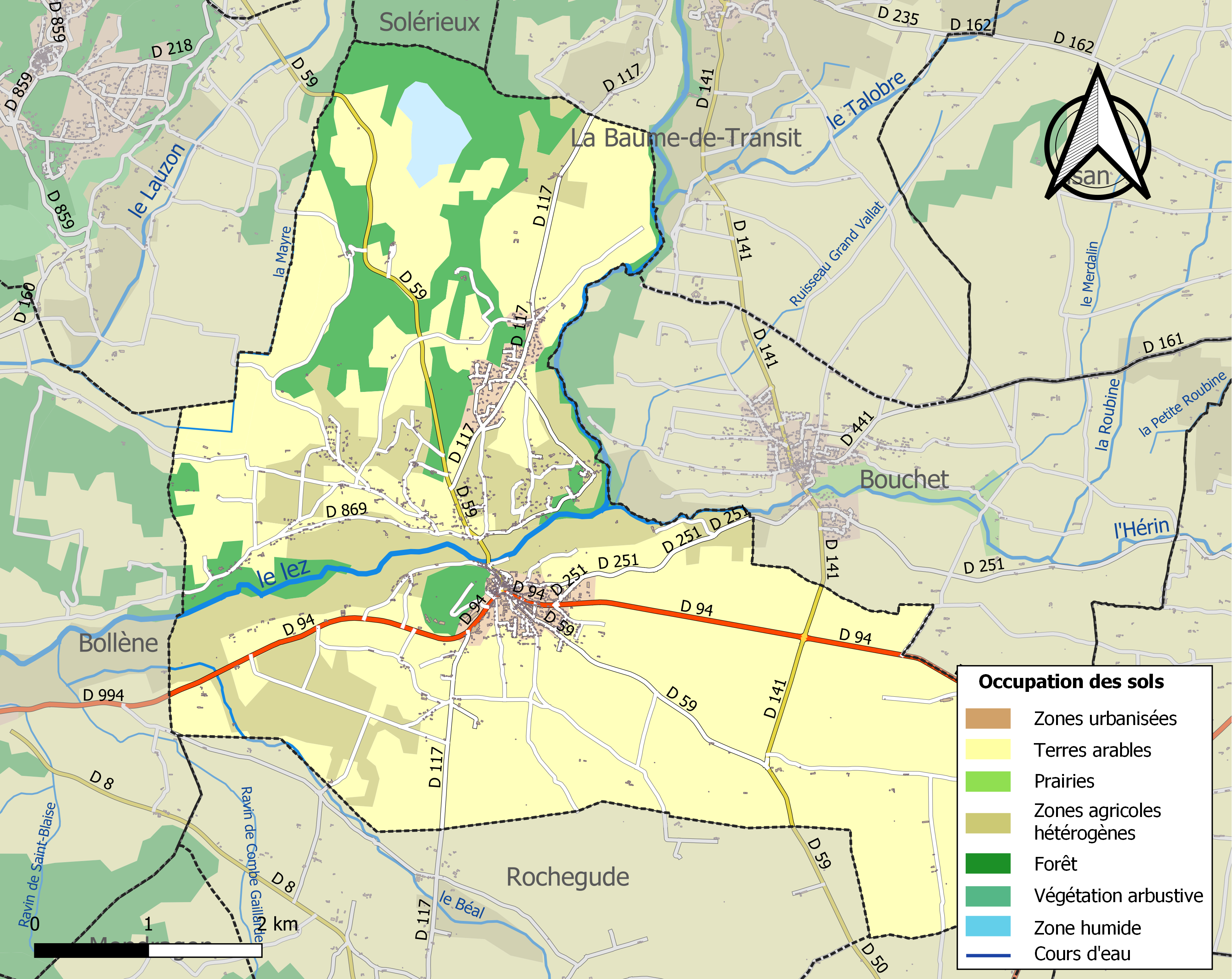
Carte des infrastructures et de l'occupation des sols de la commune en 2018 (CLC).

### Morphologie urbaine

#### Hameaux et lieux-dits
Site Géoportail (carte IGN) :
- Bellevue
- Chapelle Saint-Michel
- Chapelle Saint-Sauveur
- Château de la Borie
- Faravel
- Grange Neuve
- Grangeon de Pivet
- La Berche
- La Font du Bac
- La Glacière
- La Paupaille
- La Petite Verdière
- Le Cairon
- Le Foulon
- Le Jas
- Les Bruns
- Les Grandes Granges
- Les Panelles
- Les Pâties
- L'Estagnol
- Lignane
- Malbois
- Morin
- Pascalin
- Peillard
- Piépialat
- Planterol
- Premier
- Roux
- Sainte-Marie
- Saint-Torquat

Anciens quartiers :
- l'Airon est un quartier attesté en 1891. Il était auparavant dénommé Leyron (plan cadastral [non daté])[14].

## Toponymie

### Attestations
- 1162 : Seuza[15].
- 1272 : castrum de Suza et villa seu burgum eadem castri (Hist. de Saint-Paul-Trois-Châteaux)[16].
- 1413 : Suza la Rossa (inventaire de la chambre des comptes)[16].
- 1416 : Suze la Rossa (inventaire de la chambre des comptes)[16].
- 1427 : Susa Rossa (inventaire de la chambre des comptes)[16].
- 1497 : mention du prieuré : prioratus loci Suze (inventaire de la chambre des comptes)[16].
- 1501 : Suze Ruffe (archives de la Drôme, E 2453)[16].
- 1503 : Suza Ruffa (archives de la Drôme, E 2453)[16].
- 1891 : Suze-la-Rousse, commune du canton de Saint-Paul-Trois-Châteaux[16].

### Étymologie
Suze
Le toponyme dériverait de Segusa issu du pré-latin *seg- « hauteur, montagne » avec le suffixe gaulois -usa.

Le radical se retrouverait dans les lieux de Sigonce, Sisteron, Sigüenza. Certains de ces noms seraient d'origine gauloise (sego- « force »), d'autres dériveraient de langues plus anciennes.

Ces deux hypothèses sont discutées par les spécialistes. La racine *seg-, *sig- est particulièrement présente dans les Alpes du Sud, ce qui laisse supposer que ces toponymes ne sont pas tous d'origine gauloise[réf. nécessaire].
la Rousse
Plusieurs hypothèses :
- Au XIVe siècle, la châtelaine était Marguerite des Baux. Elle était surnommée « la Rousse » ; c'est de ce sobriquet que le village tirerait son nom. Cette explication semble cependant être une étymologie populaire[réf. nécessaire].
- Le qualificatif désignerait la teinte particulière des pierres du château[réf. nécessaire].

## Histoire

### Préhistoire
- Présence humaine dès le Néolithique sur le site de La Garenne[réf. nécessaire].

### Antiquité: les Gallo-romains
Un tombeau romain et du mobilier ont été découverts au lieu-dit Barry.

### Du Moyen Âge à la Révolution
La seigneurie :
- Au point de vue féodal, Suze-la-Rousse était une terre qui appartenait aux princes d'Orange (de la maison de Baux) dès 1146.
- 1272 et 1392 : la terre est hommagée aux évêques de Saint-Paul-Trois-Châteaux
- 1401 : possession des Raybaud.
- La terre revient aux princes d'Orange.
- Elle passe (par échange) aux Saluces de Montjay.
- 1411 : l'héritière des Montjay épouse un Sassenage.
- 1426 : elle épouse (en secondes noces) Louis de la Baume. Ses descendants, les La Baume-Suze, sont les derniers seigneurs.
- 1572 : les La Baume-Suze obtiennent l'érection de la seigneurie en comté puis, en 1697, en marquisat.

Le château de Suze fut construit au XIIe siècle par les princes d'Orange à l'emplacement d'un relais de chasse offert par Charlemagne à son cousin Guillaume de Gellone au VIIIe siècle.
La forteresse dominait le pays.

À la Renaissance, les La Baume en font une demeure de plaisance avec une cour d'honneur à l'italienne, un jeu de Paume, puis, au XVIIe siècle, un escalier d'honneur « à double révolution »[réf. nécessaire].
En 1390, la châtelaine Marguerite des Baux, fille de Bertrand des Baux, dite « la Rousse », épouse Hugues de Saluces. Leur fille, Antoinette, se marie en 1411 avec Henri le Roux, baron de Sassenage (+ 1424), puis, en 1426, avec Louis de La Baume. De cette union naît la famille de La Baume de Suze (ou La Baume-Suze)[réf. nécessaire].
Le membre le plus célèbre de cette famille est François de la Baume (1526-1587). Il devient seigneur de Suze en 1551.

Lors des guerres de Religion, il est dans le camp catholique. Il combat le baron des Adrets, le marquis de Montbrun et le président du parlement d'Orange.

En 1563, le roi Charles IX le fait capitaine et membre de son conseil.

En septembre 1564, le roi et Catherine de Médicis séjournent à Suze et deviennent parrain et marraine de sa fille, Charlotte Catherine.

En 1567, le pape Pie V le nomme général de ses troupes pour le Comtat Venaissin.

En 1572, le roi érige la seigneurie de Suze en comté.

En 1578, Henri III lui confère le titre de « gouverneur de Provence » et celui d'« amiral des mers du Levant »[réf. nécessaire].
La solidité des murailles du château mit Suze à l'abri des attaques des protestants. Blacons prit le bourg de Suze le 31 août 1587 mais il ne put rien contre la forteresse[réf. nécessaire].
François de la Baume fut mortellement blessé en défendant Montélimar assiégée par le duc de Lesdiguières. Son corps fut caché dans la Cathédrale Saint-Vincent de Viviers. La légende préfère raconter qu'il put rentrer sur ses terres avec ses troupes pour y mourir ; il aurait dit à sa jument, elle aussi blessée : « Allons, la Grise, allons mourir à Suze ». L'épisode a fait l'objet d'un tableau (Retour de François de La Baume en 1587 à Suze, avec la Grise) exposé au musée Calvet d'Avignon et prochainement au château de Suze-la-Rousse[réf. nécessaire].

Lorsqu'en 1628, le cardinal de Richelieu fit décréter la démolition de tous les châteaux forts ne servant pas à la défense du territoire, celui de Suze échappa à la destruction, en hommage aux services rendus[réf. nécessaire].
Démographie :
- 1698 : 180 familles.
- 1728 : 130 familles.
- 1775 : 240 familles (950 habitants).

Avant 1790, Suze-la-Rousse était une communauté de l'élection de Montélimar, de la subdélégation de Saint-Paul-Trois-Châteaux et de la sénéchaussée de Montélimar.

Elle formait une paroisse du diocèse de Saint-Paul-Trois-Châteaux dont l'église, dédiée à saint Roch, était celle d'un prieuré de l'ordre de Saint-Benoît (filiation de Cluny) mentionné dès le XIe siècle, et qui fut sécularisé en 1665.
Avant la Révolution française, la réaction seigneuriale se renforce avec les édits de triage qui attribuent au seigneur de Suze-la-Rousse le tiers des terres possédées collectivement par la communauté villageoise.

### De la Révolution à nos jours

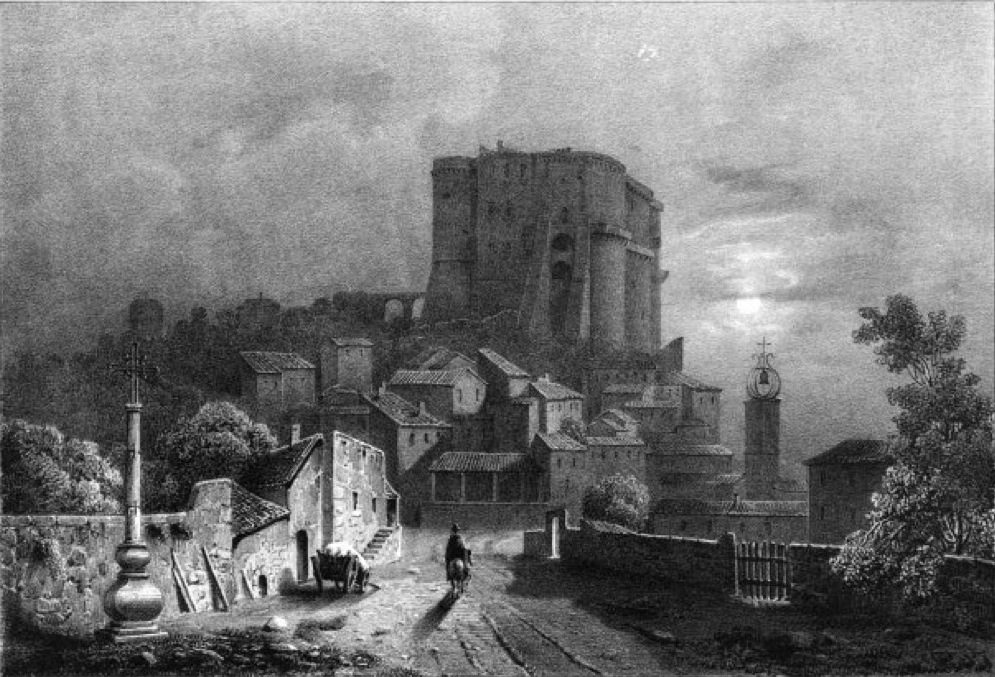
Suze-la-Rousse au XIXe siècle, illustrée par Victor Cassien (1808-1893).

Pendant la Révolution, le château dut sa conservation à l'état de minorité de son jeune seigneur qui mourut en 1797[réf. nécessaire].
En 1790, Suze-la-Rousse devient le chef-lieu d'un canton du district de Montélimar, comprenant les municipalités de la Baume-de-Transit, Chamaret, Chantemerle, Clansayes, Colonzelle, Montségur, Rochegude, Saint-Restitut, Suze-la-Rousse et Tulette.

En 1793, ce canton, réduit à Bouchet, Rochegude, Suze-la-Rousse et Tulette, est incorporé au département du Vaucluse.

En 1800, ce même canton fait retour au département de la Drôme mais la réorganisation de l'an VIII (1799-1800) le supprime. Suze-la-Rousse devient alors une simple commune du canton de Pierrelatte (qui devient, en 1839, celui de Saint-Paul-Trois-Châteaux.

## Politique et administration

### Liste des maires
| Période                                                                   | Période                        | Identité                          | Étiquette        | Qualité                                                                                              |
| ------------------------------------------------------------------------- | ------------------------------ | --------------------------------- | ---------------- | --- |
| Les données manquantes sont à compléter. : depuis la fin du Second Empire |                                |                                   |                  | |
| 1871                                                                      |                                | ?                                 |                  | |
| 1874                                                                      |                                | ?                                 |                  | |
| 1878                                                                      |                                | ?                                 |                  | |
| 1884                                                                      |                                | ?                                 |                  | |
| 1888                                                                      |                                | ?                                 |                  | |
| 1892                                                                      |                                | ?                                 |                  | |
| 1896                                                                      |                                | ?                                 |                  | |
| 1900                                                                      |                                | ?                                 |                  | |
| 1904                                                                      |                                | ?                                 |                  | |
| 1908                                                                      |                                | ?                                 |                  | |
| 1912                                                                      |                                | ?                                 |                  | |
| 1919                                                                      |                                | ?                                 |                  | |
| 1925                                                                      |                                | ?                                 |                  | |
| 1929                                                                      |                                | ?                                 |                  | |
| 1935                                                                      |                                | ?                                 |                  | |
| 1945                                                                      |                                | ?                                 |                  | |
| 1947                                                                      |                                | ?                                 |                  | |
| 1953                                                                      |                                | ?                                 |                  | |
| 1959                                                                      | 1995                           | Henri Michel                      | Parti Socialiste | Député de la Drôme (1971-1993) Conseiller général du Canton de Saint-Paul-Trois-Châteaux (1958-2001) |
| 1995                                                                      | 2020                           | Michel Rieu                       | Divers droite    | |
| 2020                                                                      | En cours (au 15 décembre 2020) | Hervé Medina[source insuffisante] | (sans étiquette) | |

### Jumelages
| Suze-la-Rousse Gouvy |

La ville est jumelée avec la commune de Gouvy en Belgique depuis 2003.

## Population et société

### Démographie
L'évolution du nombre d'habitants est connue à travers les recensements de la population effectués dans la commune depuis 1793. Pour les communes de moins de 10 000 habitants, une enquête de recensement portant sur toute la population est réalisée tous les cinq ans, les populations de référence des années intermédiaires étant quant à elles estimées par interpolation ou extrapolation. Pour la commune, le premier recensement exhaustif entrant dans le cadre du nouveau dispositif a été réalisé en 2006.

En 2022, la commune comptait 2 067 habitants, en évolution de −1,05 % par rapport à 2016 (Drôme : +2,64 %, France hors Mayotte : +2,11 %).
| 1793  | 1800  | 1806  | 1821  | 1831  | 1836  | 1841  | 1846  | 1851  |
| ----- | ----- | ----- | ----- | ----- | ----- | ----- | ----- | ----- |
| 1 238 | 1 133 | 1 386 | 1 579 | 1 668 | 1 845 | 1 908 | 1 857 | 1 880 |

| 1856  | 1861  | 1866  | 1872  | 1876  | 1881  | 1886  | 1891  | 1896  |
| ----- | ----- | ----- | ----- | ----- | ----- | ----- | ----- | ----- |
| 1 997 | 2 062 | 2 139 | 1 904 | 1 725 | 1 559 | 1 535 | 1 509 | 1 315 |

| 1901  | 1906  | 1911  | 1921  | 1926 | 1931 | 1936 | 1946 | 1954  |
| ----- | ----- | ----- | ----- | ---- | ---- | ---- | ---- | ----- |
| 1 246 | 1 210 | 1 201 | 1 002 | 969  | 978  | 938  | 957  | 1 082 |

| 1962  | 1968  | 1975  | 1982  | 1990  | 1999  | 2006  | 2011  | 2016  |
| ----- | ----- | ----- | ----- | ----- | ----- | ----- | ----- | ----- |
| 1 059 | 1 212 | 1 197 | 1 396 | 1 422 | 1 564 | 1 787 | 1 923 | 2 089 |

| 2021  | 2022  | - | - | - | - | - | - | - |
| ----- | ----- | - | - | - | - | - | - | - |
| 2 096 | 2 067 | - | - | - | - | - | - | - |

### Enseignement
Suze-la-Rousse dépend de l'académie de Grenoble.

Les élèves commencent leur scolarité à l'école maternelle du village, composée de trois classes pour 81 enfants.

Ils poursuivent à l'école élémentaire de la commune, de sept classes pour 149 écoliers.

Le collège Do Mistrau est composé de douze classes pour 309 enfants.

Le lycée le plus proche est celui de Pierrelatte.

### Santé
Plusieurs professionnels de santé sont installés à Suze-la-Rousse. En plus des deux cabinets de médecine générale, sont présents un cabinet de trois infirmiers, un cabinet de kinésithérapeutes, ainsi qu'une pharmacie.

### Manifestations culturelles et festivités
- Fête de printemps[17].
- Reconstitution historique : le dernier dimanche de juillet[17].
- Fête patronale des vendanges : fin octobre[17].

### Loisirs
- Pêche[17].
- Randonnées[17].

### Cultes
La paroisse catholique de Suze-la-Rousse dépend du diocèse de Valence, doyenné de Pierrelatte.

## Économie

### Agriculture
En 1992 : vignes (vins AOC Côtes du Rhône), truffes, aviculture.
- Marché : le vendredi[17].

Les vignerons de la commune sont représentés au sein de la commanderie des Costes du Rhône, confrérie bachique, qui tient ses assises au château de Suze-la-Rousse, siège de l'Université du vin. Huit domaines sont actuellement en activité.

### Commerce
- alimentation[32],
- tabac-presse[32],
- bar-restaurant[32],
- coiffure[32],
- informatique[32],
- antiquaire[17].

### Industrie et artisanat
De nombreuses sociétés sont implantées sur la commune de Suze-la-Rousse, notamment dans les domaines du BTP et des services aux particuliers.

### Tourisme
En dehors du tourisme estival, ce secteur s'est développé grâce à la présence de l'université du vin sur la commune, ouvert à l'année.
Les touristes ont plusieurs types d'hébergements à leur disposition, essentiellement des gîtes et chambres d'hôtes, mais aussi deux hôtels et un camping sur les bords du Lez.

## Culture locale et patrimoine

### Lieux et monuments
- Plusieurs enceintes successives marquent l'agrandissement du village[réf. nécessaire].
- Village médiéval[17].
- Chapelle romane Saint-Torquat (MH)[17] (XIIe et XIIIe siècles)[35].
- Façade Renaissance de la mairie (MH)[17].
- Chapelle seigneuriale Saint-Sébastien[17].
- Dans le parc de La Garenne :
  - Vestiges des murs délimitant la réserve de chasse seigneuriale[réf. nécessaire].
  - Un jeu de paume du XVIe siècle. Il a probablement été construit juste avant la visite royale de Charles IX, de Catherine de Médicis et de la famille royale en septembre 1564[réf. nécessaire]. C'est l'un des mieux conservés de France[36],[37].
  - La chapelle seigneuriale Saint-Michel (XVIIe siècle)[réf. nécessaire].
  - Un pigeonnier (XVIIIe siècle)[réf. nécessaire].
- Place couverte : ancienne halle à blé[17].
- Ruines du château de l'Estagnol[17] : tour et corps de bâtiment de la fin du XVIIIe siècle[réf. nécessaire].
- Château de la Borie (fin XVIIIe siècle)[réf. nécessaire].
- Église Saint-Bach de Suze-la-Rousse de style classique[17]. L'édifice a été inscrit au titre des monuments historique en 1994[38].
- Église Notre-Dame de Suze-la-Rousse.
- Oratoire[17].

#### Le château
Le château de Suze-la-Rousse possède à la fois des traits de la forteresse féodale et de la demeure seigneuriale de la Renaissance.

Il date des XIIe et XIVe siècles) (MH) : tour et cour intérieure du XVIe siècle, décoration intérieure refaite au XIXe siècle.
Il appartenait à la baronne de Witte, dernière descendante des Isnard-Suze[réf. nécessaire].

D'après une notice manuscrite du baron de Witte, la cour d'honneur a été construite par un évêque d'Orange, oncle de François de La Baume en 1551, date inscrite sur la clef de voûte de la galerie nord.

Cependant le rez-de-chaussée du côté du midi paraît être du XIIe siècle ou du commencement du XIIIe. Lorsqu'on construisit la cour, on y éleva une façade Renaissance en harmonie avec les trois autres.

À l'est de la cour, une vasque hexagonale entoure l'orifice de la citerne encore muni de sa margelle.

Pendant la Révolution, toutes les armoiries des comtes de Suze et des familles alliées furent martelées ; les balustres couronnant la cour et l'horloge placée sur la façade du grand escalier disparurent aussi[réf. nécessaire].
Dans le salon d'honneur, au 1er étage de l'aile sud du château, se trouve une cheminée monumentale du XVIe siècle portant sur sa gaine les armoiries des La Baume-Suze avec leur devise : « dulce decorum pro patria mori ». Ces armoiries sont reproduites sur la plaque du foyer avec la maxime « à la fin tout s'use ».

Deux peintures décorent la cheminée : celle de gauche représente un chevalier en position de combat et celle de droite nous le montre mortellement blessé[réf. nécessaire].
Une note du marquis Ribérie des Isnards-Suze nous apprend que lors de la récente restauration du château, vers 1885, on découvrit sur l'un des côtés intérieurs de la cheminée, l'inscription suivante : « Fourgeon 1551 », date de sa construction et le nom de l'architecte ou sculpteur[réf. nécessaire].

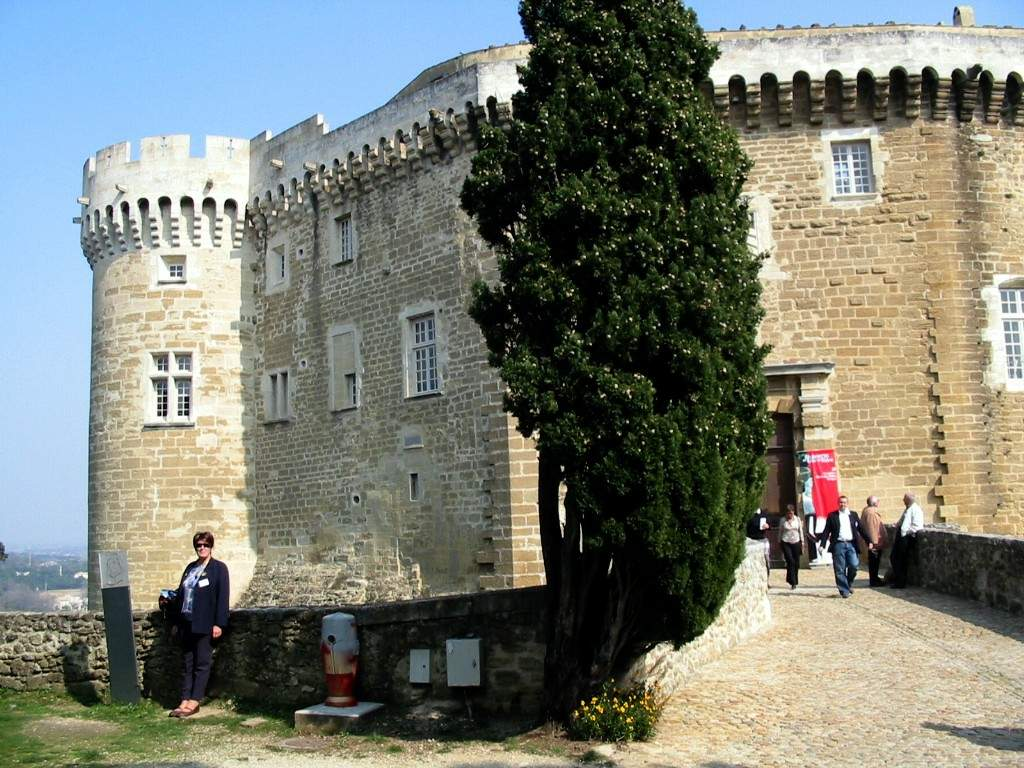
Château de Suze-la-Rousse.
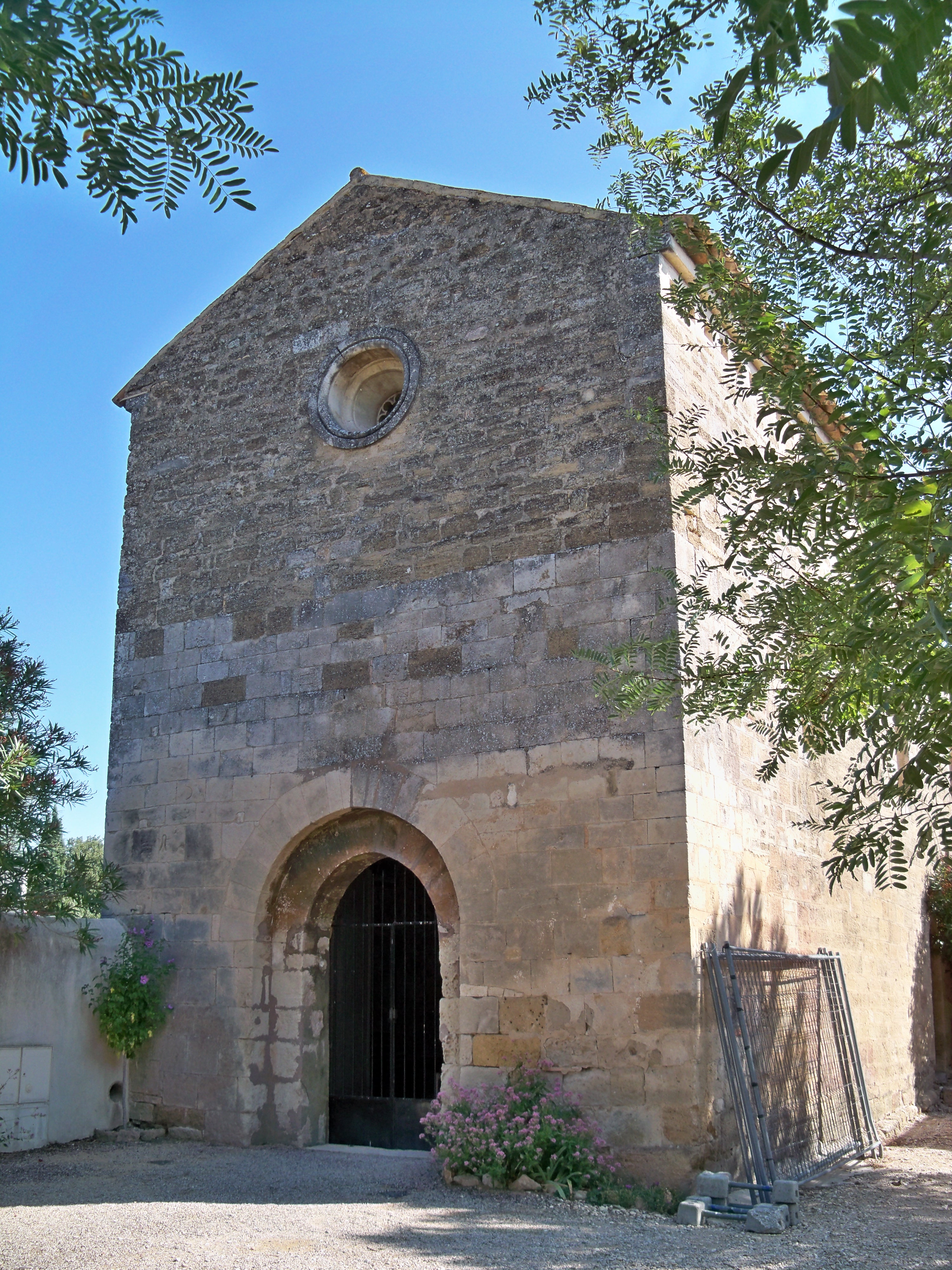
Chapelle Saint-Torquat.
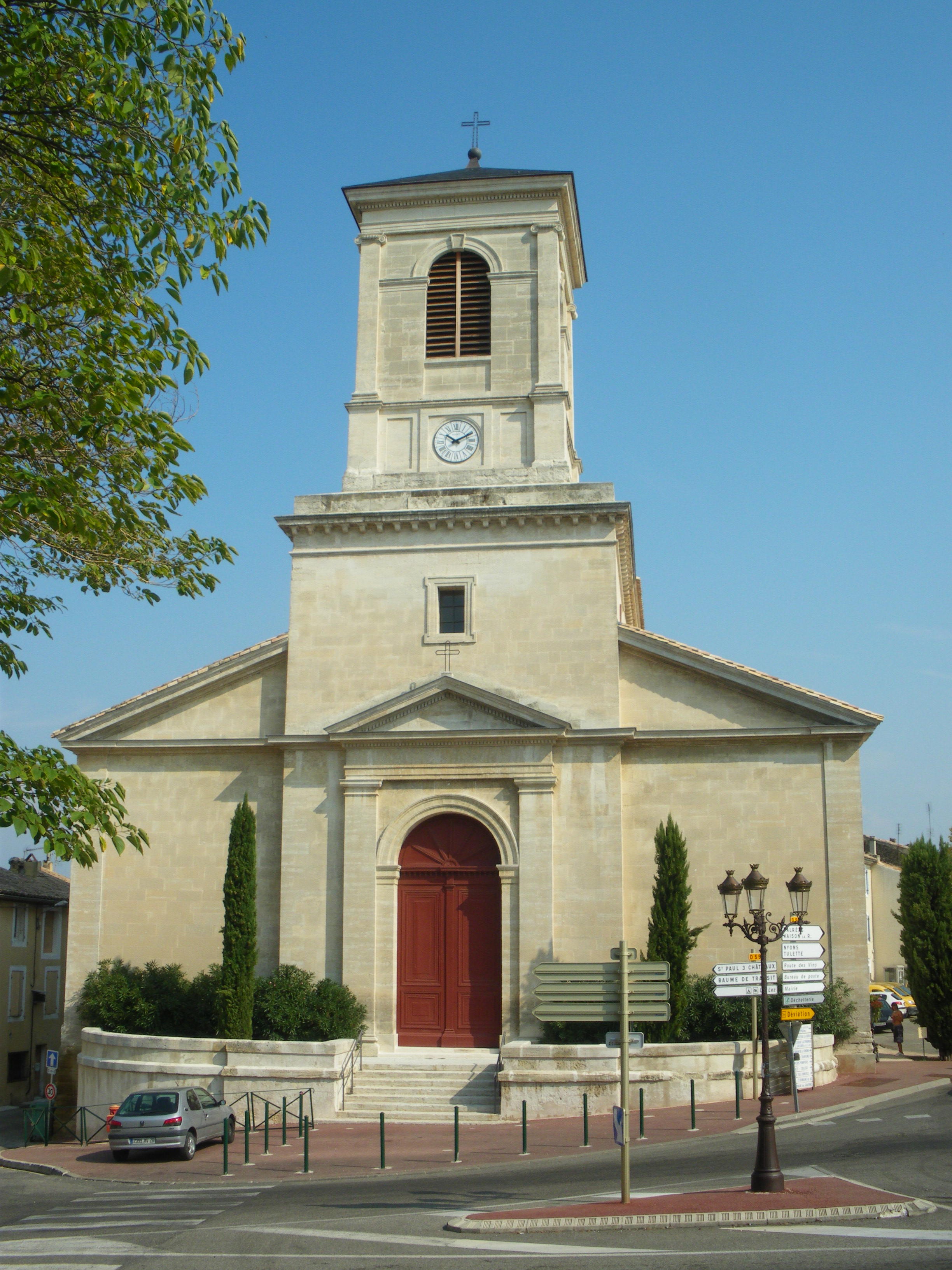
Église classique.

### Patrimoine culturel
- L'université du vin[17] est située au pied du château. C'est une dépendance de l'IUT de Valence. Elle dispose d'un laboratoire, d'une salle de dégustation et propose des stages d'œnologie[réf. nécessaire].
- Musée de la bouteille[17].
- Galerie de peinture[17].
- Tradition de la castagnade (vin nouveau et châtaignes)[17].

### Patrimoine naturel
- La Garenne est un parc boisé situé à l'ouest du château. Il est composé essentiellement de chênes verts et comporte une flore très diversifiée[réf. nécessaire].

### Personnalités liées à la commune
- Jean-Louis-Dominique Bignan de Coyrol (né en 1743 à Suze-la-Rousse, mort en 1824) : député du Dauphiné en 1789[39].
- Martin Daudel (né en 1812 à Suze-la-Rousse) : général

### Héraldique, logotype et devise
|  | Les armoiries de Suze-la-Rousse se blasonnent ainsi : Coupé : au 1er d'azur au lion issant d'argent, couronné d'or, armé et lampassé de gueules, au 2e d'or à trois chevrons de sable. |